# مجموعة رواد فضاء ناسا الثامنة

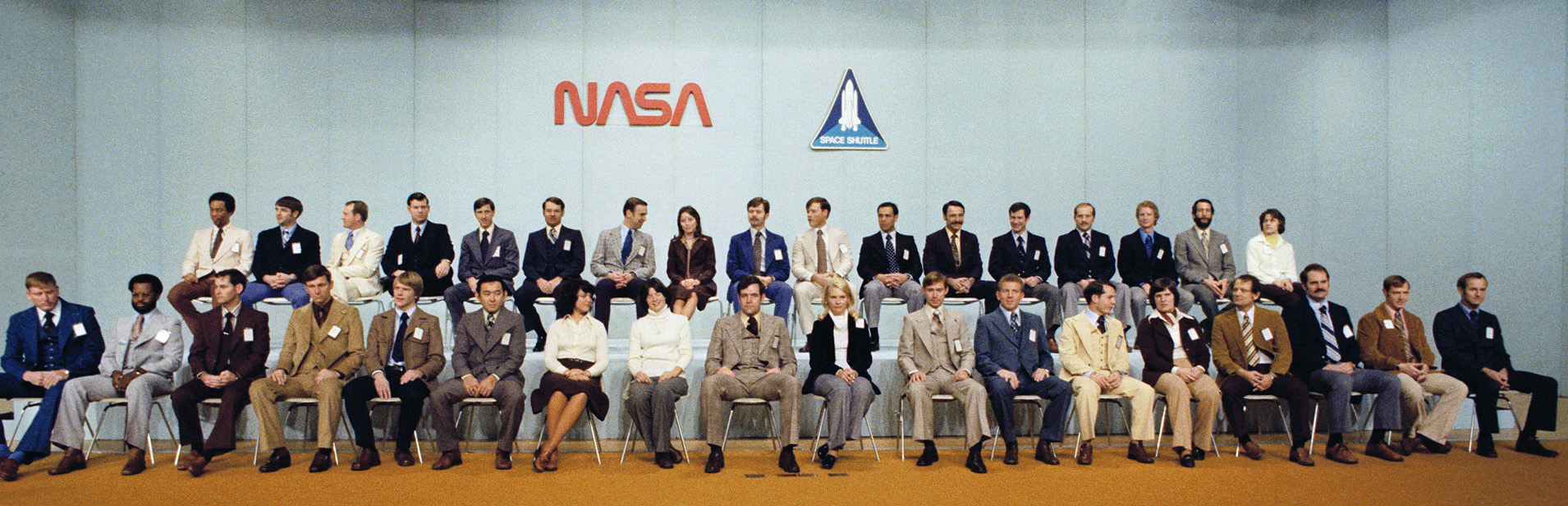
مجموعة رواد فضاء ناسا الثامنة

مجموعة رواد فضاء ناسا الثامنة (بالإنجليزية: NASA Astronaut Group 8)‏، وهي مجموعة مكونة من 35 رائد فضاء أُعلن عنها يوم 16 يناير 1978. وكانت أول عملية اختيار تقوم بها ناسا بعد المجموعة السادسة منذ 1967، وكانت أكبر مجموعة لرواد الفضاء حتى هذا التاريخ. تضمنت المجموعة النساء والأقليات للمرة الأولى؛ فكان من بين أفراد المجموعة الخمسة والثلاثين ست نساء، وأمريكي يهودي، وثلاثة أمريكيين أفارقة، وأمريكي آسيوي. وبسبب التأخير الطويل بين آخر بعثة قمرية لبرنامج أبولو في عام 1972 وأول رحلة للمكوك الفضائي في عام 1981، ظل بعض رواد الفضاء من المجموعات الأقدم في عملهم بوكالة ناسا، ولكن كانت أعداد الرواد الجُدد أكبر بكثير، وعُرفوا باسم الرفاق الجُدد الخمسة والثلاثون (TFNG). ومنذ ذلك الحين، اُختيرت مجموعة من رواد الفضاء كل عامين تقريبًا.
اُختير نوعان من الرواد في مجموعة رواد الفضاء الثامنة: طيارون، ورواد متخصصون. تكونت المجموعة من 15 رائدًا، كان جميعهم طيارين اختبار، و20 رائدًا متخصصًا. توقفت ناسا عن إرسال روادها من غير الطيارين لقضاء سنة تدريبية للطيران. وتوقفت أيضًا عن تعيين رواد الفضاء عقب اختيار المجموعة مباشرةً. وبدلًا من ذلك، وبدءًا من هذه المجموعة، سيكون أفراد هذه المجموعات مرشحين لمهنة رائد الفضاء حتى يكملوا تدريبهم، بدلًا من تعيينهم رواد فضاء بشكل كامل بعد الاختيار مباشرةً.
توفي أربعة أفراد من هذه المجموعة؛ وهم ديك سكوبي، وجوديث ريسنيك، وإليسون أونيزوكا، ورونالد ماكنير في حادث تحطم مكوك الفضاء تشالنجر. مُنح هؤلاء الأربعة، بالإضافة إلى شانون لوسيد، وسام شرف الكونغرس للفضاء، وبالتالي حصلت هذه المجموعة على خمسة أوسمة من هذا الوسام الذي يعتبر أعلى أوسمة ناسا. تشغل هذه المجموعة المركز الثاني من ناحية عدد الأفراد الحاصلين على هذا الوسام بعد مجموعة «التسعة الجُدد» التي حصلت على سبعة أوسمة. ستمتد الحياة المهنية لأفراد هذه المجموعة على مدار برنامج المكوك الفضائي. أعادت هذه المجموعة تشكيل صورة رائد الفضاء الأمريكي إلى صورة مشابهة إلى حد كبير لتنوع المجتمع الأمريكي، وفتحت المجال للطامحين الآخرين الذين سيتبعون مسيرتهم. 
صورة 1: الصورة الرسمية للمجموعة.
صورة 2: ملصق المجموعة. صُمم العمل الفني بواسطة روبرت ماكول.

## خلفية

### تكافؤ فرص العمل في وكالة ناسا
فعل تشريع قانون تكافؤ فرص العمل لعام 1972 وعد قانون الحقوق المدنية لعام 1964 بمواجهة التمييز التوظيفي القائم والمترسخ ضد النساء، والأمريكيين الأفارقة، ومجموعات الأقليات الأخرى في المجتمع الأمريكي. وتحديدًا، أعطى هذا التشريع القوة للجنة تكافؤ فرص العمل لتتخذ إجراءات تنفيذ القانون على الأفراد، ورواد التوظيف، والنقابات العمالية التي تنتهك أحكام قانون 1964، كما وسع من سلطة اللجنة للتعامل مع هذه الجهات. مد التشريع أيضًا مجال التمييز الإيجابي، ليلزم جميع مؤسسات السلطة التنفيذية بالامتثال للقانون. تمنى مؤيدو هذا التشريع أن يكون حافزًا لتغيير المجتمع، ولكن لا تتغير ثقافة المجتمع بهذه السهولة. انزعجت النساء في مجالات العلوم والهندسة من هذه الثقافة، وبالرغم من زيادة عدد النساء المقبولات في الكليات، وجدت العديد من النساء أنفسهن داخل فصول دراسية ذات أغلبية من الرجال، وكان بعضهم معاديًا بشكل علني لوجود النساء في الفصول. وبالرغم من وصول نسبة النساء الحاصلات على درجة الدكتوراه في الأحياء، في سبعينيات القرن العشرين، إلى 40% من إجمالي الحاصلين عليها، كانت نسبة الحاصلات على نفس الدرجة في الهندسة 4% فقط؛ ولم تتخط النسبة حاجز 10% حتى تسعينيات القرن العشرين، وفي هذا الوقت، كانت نسبة الحاصلين على الدكتوراه في كافة مجالات العلوم والهندسة من الأمريكيين الأفارقة 2% فقط.
لم تكن الإدارة الوطنية للملاحة الجوية والفضاء (NASA) مثالًا للتنوع في عام 1972. كانت أغلب منشآتها الرئيسية، البالغ عددها 12 منشأةً، في جنوب الولايات المتحدة فقط. وأنشأت ثماني منشآت منها مكاتب لتكافؤ الفرص، أو التمييز الإيجابي، ولكن كان المسؤولون بالكامل من العرق الأبيض في ست منشآت. في عام 1971، عين مدير وكالة ناسا، جيمس سي. فليتشر، الأمريكية الأفريقية روث بيتس هاريس مديرةً لسياسة تكافؤ فرص العمل (EEO) بوكالة ناسا، ولكن قبل أن تبدأ عملها يوم 4 أكتوبر 1971، خفض فليتشر رتبتها لتكون نائبة المدير، وخفض من مسؤولياتها لتقتصر فقط على التعامل مع المقاولين. في عام 1973، بلغت نسبة الأقليات بين مسؤولي وكالة ناسا 5.6%، وكانت نسبة النساء بينهم 18%؛ وفي ذلك الوقت، كان المتوسط طبقًا للخدمة المدنية الفيدرالية الأمريكية 20% و34% على الترتيب. وبالرغم من توظيف ناسا لنحو 4432 امرأةً، عملت 310 منهن فقط في مجالات العلوم والهندسة، ووصلت أربعة منهن فقط في المناصب العليا، بما يتضمن هاريس. ورغم أن البعض يرى أن النساء والأقليات لم يُمثَّلوا بالشكل الكافي في مجال هندسة الطيران والفضاء ككل، لم تكن ناسا أفضل في توظيف النساء كمحاميات بدلًا من توظيفهن كعالمات، وبينما كانت الأقليات ممثلةً بشكل جيد في وظائف عمال النظافة بوكالة ناسا (بنسبة 69%)، لو توظف الوكالة النساء في هذه الوظيفة. كان هناك 43 درجةً في وظيفة السكرتارية بمركز كينيدي للفضاء، وبالتالي يمكن أن تترقى المرأة دون أن تصل للدرجات الإدارية.

أثبتت هاريس بسرعة أنها كانت مشاكسةً ذات حضور قوي ولم تخش أن تسأل الأسئلة المزعجة. فبعد قراءتها لأحد التقارير الصحفية التي نشرت أن فيرنر فون براون قد استخدم عمالة العبيد لبناء صواريخه خلال الحرب العالمية الثانية، سألته هاريس عن صحة هذه المعلومات. أرادت هاريس استعادة وظيفتها الأصلية، وتتطلب قواعد الخدمة المدنية أن يكون مديرو التمييز الإيجابي تابعين بشكل مباشر لمديري المؤسسات الحكومية. ولشغل هذا المنصب، عين نائب مدير وكالة ناسا، جورج لو، دودلي ماكونيل في هذا المنصب، وهو أكبر المهندسين الأمريكيين الأفارقة في وكالة ناسا، على أن تكون هاريس ضمن نوابه. جهز كل من هاريس، وصامويل لين (فرد سابق ضمن مجموعة طياري توسكيجي)، وجوزيف إم. هوغان تقريرًا حول حالة تكافؤ فرص العمل في وكالة ناسا في وقت عملهم بها، وقدموا هذا التقرير مباشرةً إلى فليتشر. يتلخص التقرير في الآتي:
لقد بينت وكالة ناسا للعالم أن لديها خيالًا، ورؤية، وقدرةً، وشجاعةً، وإيمانًا بشكل غير محدود، بالإضافة إلى المثابرة غير المحدودة والإمكانيات الفضائية التي لا تنتهي. جعلت الوكالة الولايات المتحدة فائزةً في سباق الفضاء، وحسنت من جودة الحياة لجميع المواطنين. ومع ذلك، فبالرغم من الجهود المخلصة لبعض موظفي وإداريي ناسا، فإن حقوق الإنسان داخل الوكالة لم تبدأ حتى الآن. وفي الواقع، يمكن اعتبار تكافؤ الفرص خدعةً في ناسا.
فصل فليتشر هاريس، ونقل هوغان، وحذر لين تحذيرًا شديدًا. وعلى عكس ما كان متوقعًا بالنسبة لفليتشر وجورج لو، تسبب طرد هاريس في موجة غضب في وسائل الإعلام. واحتج 70 موظفًا بوكالة ناسا ضد هذا القرار. وقدم محامو صندوق الدفاع القانوني للجمعية الوطنية للنهوض بالملونين (NAACP) التماسًا لمفوضية الخدمة المدنية الأمريكية للحكم بأن طرد هاريس كان انتقامًا غير قانوني. نصح المحامي القانوني لوكالة ناسا فليتشر بتسوية الأوضاع. طلبت لجنة المخصصات بمجلس الشيوخ الأمريكي تفسيرًا لهذه القرارات، واستجوب السيناتور، ويليام بروكسماير، دودلي ماكونيل. رفض فليتشر المثول أمام لجنة الملاحة الجوية وعلوم الفضاء بمجلس الشيوخ الأمريكي، بعد أن حثه مساعدوه بذلك؛ إذ كان تابعًا لجماعة المورمون الدينية، ومارست كنيسته الاستبعاد العنصري حتى عام 1978، ولهذا أرسل اليهودي جورج لو بدلًا منه للمثول أمام اللجنة في عام 1974. حث جورج لو ماكونيل على تعيين هارييت جي. جينكينز نائبةً له، ولكن عندما رفض، طردها فليتشر وجورج لو. وفي أغسطس 1974، أُعيد توظيف هاريس مرةً أخرى، ولكن في مركز مختلف، إذ عُينت في مجال التواصل مع المجتمع والعلاقات العامة، وتركت هاريس ناسا في عام 1976. عُينت جينكينز في وظيفة ماكونيل، وظلت محتفظةً بهذا المنصب حتى عام 1992. حدثت العديد من التطورات العظيمة خلال فترة عملها بهذا المنصب.